# Schellsburg
Schellsburg és una població dels Estats Units a l'estat de Pennsilvània. Segons el cens del 2000 tenia 316 habitants.

## Demografia
Segons el cens del 2000, Schellsburg tenia 316 habitants, 129 habitatges, i 91 famílies. La densitat de població era de 305 habitants/km².
Dels 129 habitatges en un 27,1% hi vivien nens de menys de 18 anys, en un 65,1% hi vivien parelles casades, en un 3,9% dones solteres, i en un 28,7% no eren unitats familiars. En el 24,8% dels habitatges hi vivien persones soles el 14,7% de les quals corresponia a persones de 65 anys o més que vivien soles. El nombre mitjà de persones vivint en cada habitatge era de 2,45 i el nombre mitjà de persones que vivien en cada família era de 2,86.
Per edats la població es repartia de la següent manera: un 21,5% tenia menys de 18 anys, un 8,2% entre 18 i 24, un 28,5% entre 25 i 44, un 22,8% de 45 a 60 i un 19% 65 anys o més.
L'edat mediana era de 39 anys. Per cada 100 dones de 18 o més anys hi havia 87,9 homes.
La renda mediana per habitatge era de 36.563$ i la renda mediana per família de 38.750$. Els homes tenien una renda mediana de 27.386$ mentre que les dones 20.000$. La renda per capita de la població era de 16.303$. Entorn del 2,5% de les famílies i el 5,8% de la població estaven per davall del llindar de pobresa.

## Poblacions més properes
El següent diagrama mostra les poblacions més properes.